# Филиппова, Екатерина Владимировна
Екатери́на Влади́мировна Фили́ппова (укр. Катерина Володимирівна Філіппова; род. 20 января 1988, Красноармейск, Донецкая область) — юрист и государственный деятель самопровозглашённой Донецкой Народной Республики, министр юстиции ДНР (2014—2015).

## Биография
Родилась 20 января 1988 года в город Красноармейск (ныне Покровск) Донецкой области Украинской ССР в рабочей семье. Отец — Филиппов Владимир Алексеевич, работал на шахте, мать — Филиппова Ольга Михайловна с 12 лет воспитывала дочь одна. В 1994 году Екатерина пошла в первый класс ОШ № 6 и окончила её с отличием.
В 2003 году поступила и в 2005 году окончила с серебряной медалью лицей «Надежда» города Красноармейск, получив специальность «Правоведение». В 2005 году поступила на экономико-правовой факультет Донецкого национального университета и в 2010 году получила полное высшее образование по специальности «Правоведение». С третьего курса работала секретарем судебного заседания.
Работала юристом, была руководительницей объединения «Донецкая правозащитная группа».
В 2014 году поддержала создание самопровозглашённой Донецкой Народной Республики. Была адвокатом по ряду уголовных дел, возбужденных украинскими силовиками за сепаратизм, и добилась освобождений нескольких сепаратистов ДНР.
По рекомендации министра государственной безопасности(МГБ) ДНР Андрея Пинчука в октябре 2014 была назначена исполняющей обязанности министра юстиции ДНР. Позже вышла замуж за одного из сепаратистов Теймураза «Гоги» Гогиашвили и в марте 2015 уехала с ним в Россию.
В 2015 году поступила в Бизнес-школу MBA Московского финансово-юридического университета МФЮА на специальность магистр стратегического менеджмента.

## Карьера
- Февраль — август 2008 — секретарь судебного заседания Ленинского районного суда Донецка.
- Август 2008 — июнь 2009 — секретарь судебного заседания Киевского районного суда Донецка.
- Июль 2009 — август 2011 — помощник адвоката в адвокатском объединении «Донецкая областная коллегия адвокатов».
- Сентябрь 2011 — получила свидетельство о праве на занятие адвокатской деятельностью, принята в члены «Донецкой областной коллегии адвокатов».
- Май 2013 — сентябрь 2014 — директор адвокатского объединения «Донецкая правозащитная группа».
- Октябрь 2014[2] — марта 2015 — министр юстиции ДНР.
- Апрель 2015 — октябрь 2015 — руководитель отдела правового регулирования внешнеэкономической деятельности договорно-правового управления Правового департамента «ГазНефть-Сервис».
- декабрь 2015 — октябрь 2016 — заместитель генерального директора «Агентства правовой экспертизы» в Москве, представитель адвокатского бюро «Резник, Гагарин и партнеры» в Южном федеральном округе.
- декабрь 2017 — сентябрь 2018 — директор Департамента организации и обеспечения работы Управления делами Совета Министров ДНР.
- август 2017 — февраль 2019 — помощник главы ДНР.
- сентябрь 2018 — сентябрь 2019 — заместитель Управляющего делами Аппарата Уполномоченного по правам человека в ДНР.
- С октября 2019 — помощник заместителя председателя Правительства ДНР.

## Санкции
С 16 февраля 2015 года находится под персональными санкциями ЕС.